# Bonnes résolutions

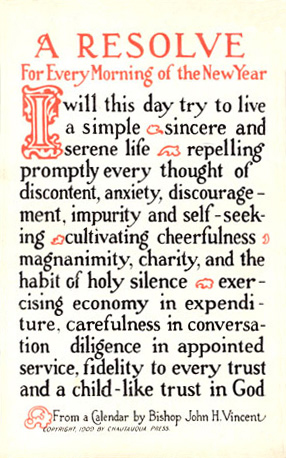
Une résolution pour chaque matin de la nouvelle année. Texte original : A RESOLVE For Every Morning of the New Year I will this day
try to live a simple, sincere and serene life, repelling
promptly every thought of discontent, anxiety, discouragement,
impurity and self-seeking, cultivating cheerfulness, magnanimity, charity, and the habit of holy silence, exercising economy in expenditure. Carefulness in conversation, diligence in appointed service, fidelity to every trust and a child-like trust in God. From a Calendar by Bishop John H. Vincent, Copyright, 1909 by Chautauqua Press

Les bonnes résolutions sont une coutume de la civilisation occidentale qui consiste, à l'occasion du passage à la nouvelle année le 1er janvier, à prendre un ou plusieurs engagements envers soi-même pour améliorer son comportement, une habitude ou son mode de vie durant l'année à venir.
Plus globalement, dans la vie de tous les jours, elles font généralement suite à un évènement déclencheur ou un besoin présent qui est dur à atteindre.

## Exemples de bonnes résolutions
Le site officiel du gouvernement américain propose une liste des bonnes résolutions les plus populaires :
- Améliorer son bien-être physique : manger sainement, perdre du poids, se remettre en forme, boire moins d'alcool, arrêter de fumer, ne plus se ronger les ongles...
- Améliorer son bien-être mental : pensée positive, rire plus souvent, profiter de la vie, avoir une meilleure éducation, réduire son stress...
- Améliorer ses finances : payer ses dettes, économiser de l'argent, réaliser des investissements, se prémunir contre les arnaques...
- Améliorer son engagement social : être sociable, se faire des amis, passer plus de temps en famille, développer son intelligence sociale, trouver un meilleur travail, se porter volontaire pour aider les autres...
- Faire un voyage

## Méthodes
Puisque ces résolutions sont difficiles à tenir, des méthodes ont été conçues pour aider.
On peut par exemple tenir un emploi du temps et séparer les résolutions en étapes successives. Ainsi, "faire du sport", sera séparé en "choisir un sport", "commencer une demi-heure le dimanche", "trouver des gens qui pratiquent déjà cette activité", "faire attention aux courbatures", etc.
D'autres résolutions demandent un travail sur soi plus important : "moins s'énerver" implique de savoir et comprendre pourquoi on s'énerve, de prendre conscience de la montée de sa colère, de réussir à quitter la situation conflictuelle rapidement avant qu'elle dégénère, et de maîtriser ses émotions.

## Taux de réussite
En 2007, une étude menée par Richard Wiseman de l’Université de Bristol impliquant 3 000 personnes a montré que 88 % des résolutions de la nouvelle année échouaient. Concernant le taux de succès, il serait amélioré sensiblement lorsque les résolutions sont rendues publiques et qu'elles obtiennent le soutien des amis. Néanmoins, il est insensé d'essayer d'arrêter de fumer, de perdre du poids, de nettoyer son appartement et d'arrêter de boire du vin au cours du même mois : la volonté est une ressource mentale extrêmement limitée qui se travaille progressivement comme la musculation. Les anglophones ont nommés Quitter's Day le phénomène qui consiste à abandonner ses résolutions après le deuxième vendredi de Janvier.